# 福岡スクールオブミュージック&ダンス専門学校
福岡スクールオブミュージック＆ダンス専門学校（ふくおかすくーるおぶみゅーじっくあんどだんすせんもんがっこう）とは、福岡県福岡市博多区にある私立専修学校。運営は学校法人滋慶学園。

## 沿革
ホームページ沿革より抜粋
- 1999年 - 福岡コミュニケーションアート専門学校から分離独立し、福岡スクールオブミュージック専門学校創立。
- 2001年 - プロミュージシャン科、商業音楽科設置。
- 2002年 - 音楽プロデュース科設置。
- 2010年 - ダンス＆アクターズ科設置。
- 2014年 - 福岡スクールオブミュージック＆ダンス専門学校に校名変更。
- 2021年 - 運営する学校法人滋慶文化学園が学校法人滋慶学園と合併。本校は学校法人滋慶学園の運営となる。スーパーｅエンターテイメント科設置
- 2023年 - 総合音楽研究科廃科
- 2024年 - 高等課程設置。

## 設置学科
ホームページ 学科・コースより抜粋
- スーパーeエンターテイメント科（4年制　高度専門士）
  - プロミュージシャン本科
  - NYコレクティブ音楽留学本科
  - ヴォーカリスト本科
  - ネットアーティスト＆クリエーター本科
  - ダンスマスター本科
  - NYダンス留学本科
  - コンサートクリエーター本科
  - マネージャー本科
  - 動画配信＆テクノロジー本科

- 音楽プロデュース科（3年制　専門士）
- 高等課程（3年制）